# なつくもゆるる
『なつくもゆるる』は2013年6月28日にすみっこソフトより発売された18禁恋愛アドベンチャーゲームである。

## 解説
本作は周りから閉ざされた学園の中で、主人公が少女たちと一緒に悪戦苦闘をする展開となっている。
シナリオ執筆に関して、2つの点に挑戦している。それは、世界の終末を描くことから逃げないこと、ハッピーエンドを描くことから逃げないことである。
前作の『はるまで、くるる。』ではハーレムであることに重要な意味が込められていた。本作でも幼い少女ばかりが登場することに重要な意味が込められている。ヒロインの外見が幼いという認識だけで終わらずに、何故幼い少女ばかりなのかを考えながらプレイして欲しいと、シナリオライターの渡辺僚一は語っている。
本作は萌えゲーアワード 2013 シナリオ賞において、金賞を受賞した。受賞の要因となったのは、戦闘シーンの描写力とシナリオ構成のうまさである。

## ストーリー
（出典：）
主人公・当麻 進は全寮制の学園・壁川学園に通う生徒である。夏休みを目前に控えたころ、この学園内で新型咽頭結膜熱という病気が流行する。体内にウイルスが残っている可能性があるとして、進を含めた5人の学生とたまたま学園を訪れていた進の妹は、2週間の間、学園から出ることを禁じられてしまう。進は、幼い容姿の少女たちと、学園の中で楽しく過ごす。
しかし、ある日を境にライフラインが停止してしまう。教職員の姿もなく、心配になった6人は学園の外に出てみると、町全体が廃墟となっていた。

## 登場人物

### メインキャラクター
当麻 進（とうま しん）
本作の主人公。壁川学園に通っており、生物部に所属している。活動的で友達思いな性格だが、実はロリコンである。子供のころに、姉に古武術を教わったことがある。
狭霧 紫穂（さぎり しほ）
声 - 有栖川みや美
スコップを持ち歩いて学園を徘徊するゴスロリ少女。人見知りが激しく、異常な行動を取ることが多い。異常行動の原因は、紫穂が記憶喪失であることと、「自分のせいで誰かが死ぬ」という思い込みである。
当麻 姫佳（とうま ひめか）
声 - 森谷実園
進の妹。頭脳明晰で、些細な手がかりから真実を見極めることがある。従順な性格で、ブラコン気味な面がある。進に会うために学園を訪れていたところ、事件に巻き込まれた。
鹿島 ユウリ（かしま ゆうり）
声 - みる
壁川学園の生徒会長である、金髪の少女。無愛想な一方、思ったことをそのまま言って他人を傷つけることが多い。頭の回転が早く、武術にも長けている。
水名 りね（みずな りね）
声 - 木村あやか
壁川学園の生物部部長を務める少女。わがままなようで周囲へ気を使うことが多く、無理をして落ち込むことも多い。学園周辺の土地を使って、密かに実験を行っている。

### サブキャラクター
三田 舜（みた しゅん）
声 - 古河徹人
進の同級生で、生物部に所属している。進とは寮のルームメイトという間柄であるため、仲がよい。口から出まかせを言って、状況を混乱させることが好きだが、仲間想いな一面もある。ホモという疑惑があり、進との関係を疑われている。
当麻 零佳（とうま れいか）
声 - かわしまりの
進と姫佳の姉。周りの人間をこわばらせるような迫力の持ち主である。弟である進に対して姉弟愛を超えた愛情を抱いており、彼を自分好みに教育することに執着している。

## 用語
壁川学園
壁川町にある全寮制の学園。ヒッポカムポス機能不全の若者を集めた学園である。
ヒッポカムポス機能不全
別名はBDNF発達障害。自殺する可能性が高まる症状で、自殺病とも呼ばれている。

## 楽曲
- OP 『なつのおくりもの』[3]

作詞 - 木緒なち / 作編曲 - naotyu- / 歌 - 中恵光城

## 関連商品
- なつくもゆるる ビジュアルファンブック[13]

電気外祭り2013 WINTER in 新宿と通信販売で発売された。価格は2,000円。